# Кировский район (Курганская область)
Кировский район — административно-территориальная единица в составе Челябинской и Курганской областей, существовавшая в 1935—1963 годах. Центр — село Воскресенское (с 1940 — Кирово).
Кировский район был образован в составе Челябинской области 18 января 1935 года. В его состав вошли 15 сельсоветов, переданные из Мишкинского района: Варлаковский, Гагановский, Дубровинский, Иванковский, Кировский, Кочегаровский, Купайский, Маякский, Мокрушинский, Плотниковский, Сартасовский, Соколовский, Троицкий, Черноярский и Шаламовский.
13 ноября 1939 года из Каргапольского района в Кировский был передан Толстопятовский с/с.
17 февраля 1940 года центр района село Воскресенское было переименовано в Кирово.
6 февраля 1943 года Кировский район вошёл в состав Курганской области.
14 июня 1954 года были упразднены Кочегаровский, Маякский, Плотниковский, Толстопятовский, Сартасовский и Троицкий с/с; образован Вилкинский с/с.
13 марта 1957 года из Шадринского района в Кировский были переданы Боровской, Колесниковский и Новопесковский с/с.
26 апреля 1958 года был упразднён Боровской с/с. 28 мая 1960 года Черноярский с/с был переименован в Первомайский. 25 июля 1960 года был упразднён Гагановский с/с.
3 ноября 1960 года из упразднённого Галкинского района в Кировский были переданы Рижский, Травянский и Якшинский с/с.
30 июля 1962 года Травянский и Якшинский с/с были присоединены к Рижскому с/с.
1 февраля 1963 года Кировский район был упразднён. При этом Варлаковский, Вилкинский, Иванковский, Кировский, Купайский, Мокрушинский, Первомайский. Рижский, Травянский и Шаламовский с/с были переданы в Шумихинский район, а Дубровинский, Колесниковский, Новопесковский и Соколовский — в Каргапольский район.